# Eleccions regionals de Trentino-Tirol del Sud
Les Eleccions regionals de Trentino-Alto Adige són convocades per a renovar la composició dels diputats del Landtag del Tirol del Sud i del Consell Provincial del Trentino, i que ambdúes escullen un president conjunt fins al 2003, quan cada consell provincial assumeix les competències del president regional. Fins a les eleccions de 1968 se celebraven cada quatre anys, i des del 1973 cada cinc. La primera elecció es va celebrar el 28 de novembre de 1948: 